# Kriegerdenkmal am Stadtpark Bochum

Das Soldatendenkmal im Bochumer Stadtpark bei der Einweihung am 18. August 1935

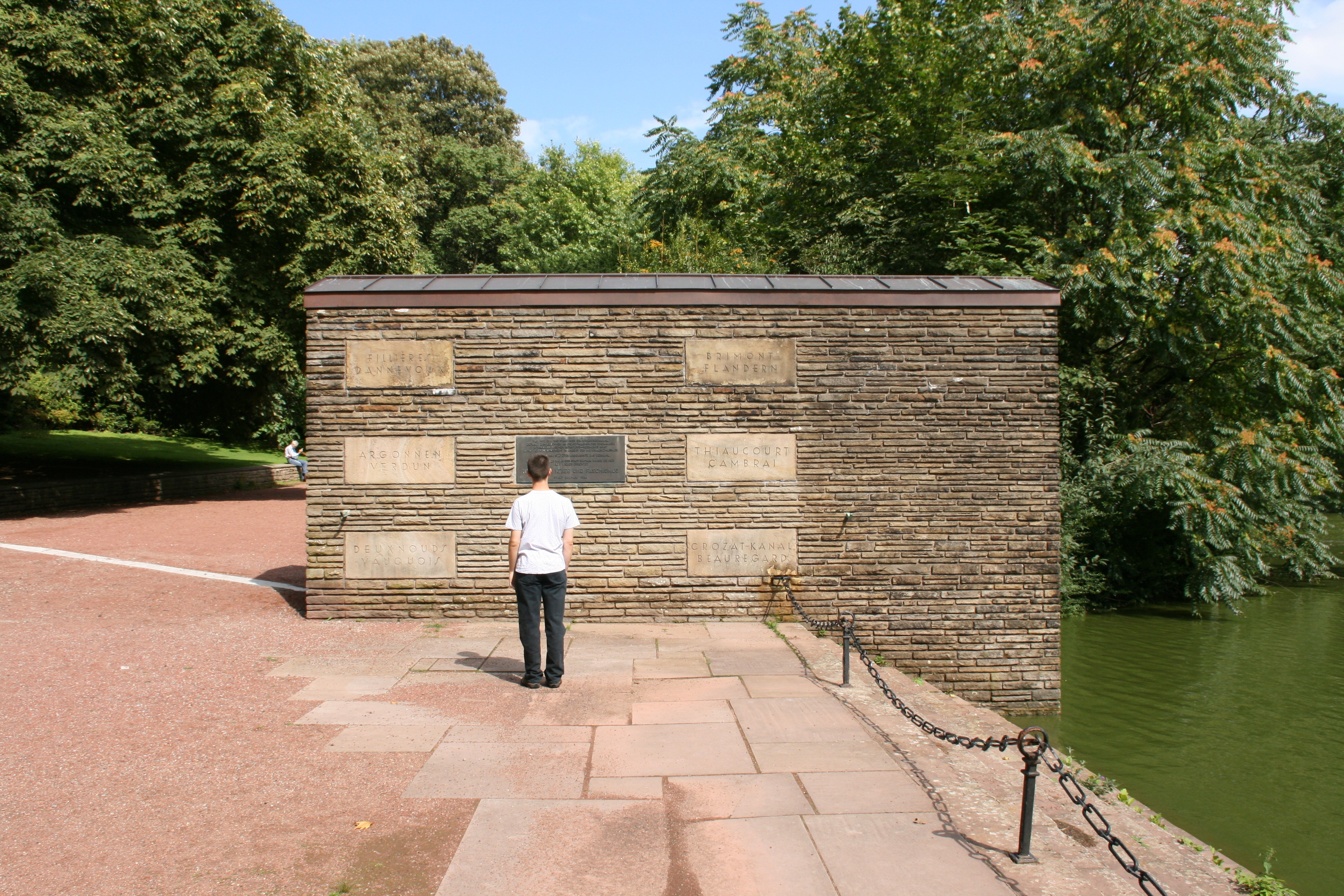
Kriegerdenkmal Bochum

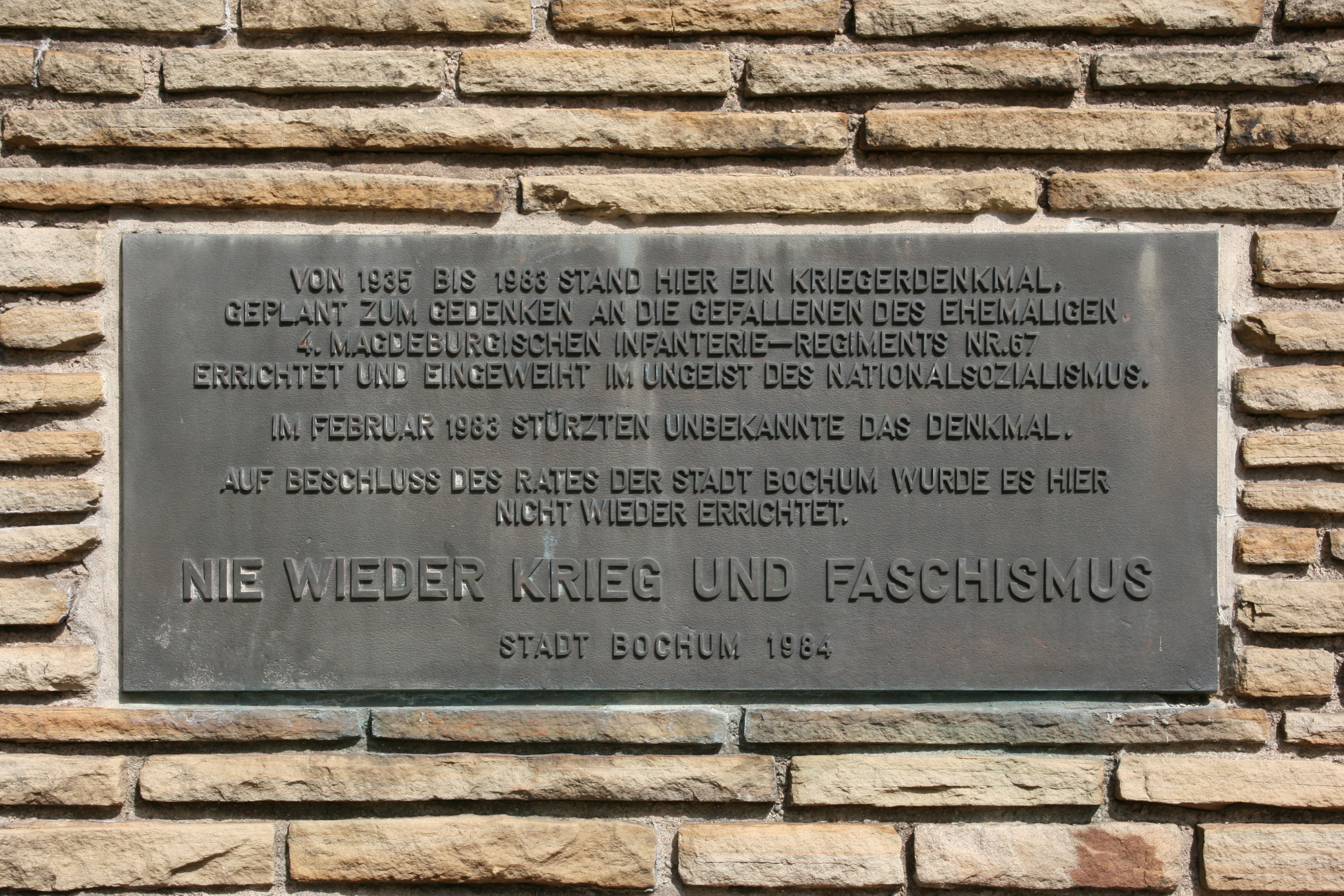
Neue Gedenktafel

Das Kriegerdenkmal am Stadtpark Bochum befindet sich im südwestlichen Zugangsbereich des Bochumer Stadtparks nahe des Kunstmuseum Bochum.

## Geschichte
Bereits 1926 wurde vom Bund der ehemaligen Angehörigen des 4. Magdeburgischen Infanterie-Regiments Nr. 67 geplant, in Bochum ein Kriegerdenkmal zu errichten. Es sollte in Ruhrgebiet errichtet werden, da viele Angehörige des Regiments aus der Region kamen. Zudem lag die alte Garnisonsstadt Metz nun in Frankreich. Der Beschluss dazu wurde 1931 und 1933 erneuert. Als Standort waren zuerst die Ruhrhöhen bei Sundern vorgesehen. Bei Sammlungen für das Denkmal kamen schließlich 10 000 Reichsmark zusammen.
Das Denkmal wurde nach Entwürfen des Dortmunder Bildhauers Walter Johannes Becker (1890–1952) gestaltet. 
Es wurde am 75. Jahrestag der Gründung des Regiments, dem 18. August 1935, zu Ehren der „im Weltkriege 1914–1918 gebliebenen Helden des 4. Magdeburgischen Infanterie-Regiments Nr. 67“ durch Admiral von Karp, als Vertreter des ehemaligen Kronprinzen, eingeweiht. Mehrere höhere Offiziere und Generäle nahmen an der Einweihung teil.
Zwei überlebensgroße, etwa 3 m große bronzene Soldaten in den Uniformen der alten Armee und der Wehrmacht standen am Denkmal. Der eine Krieger war nicht als alter 67er gemeint, sondern entsprach mit Reichsadler und Hakenkreuz am Helm schon dem Bild eines NS-Soldaten. Beide hielten gemeinsam eine Standarte, um ihre Verbundenheit zu zeigen. Der verwundete Soldat des Ersten Weltkriegs reicht das Banner an die neue Truppe weiter. Der Rückgriff auf Traditionen hatte vorbereitenden Charakter auf Rüstung und Krieg, die Wiedereinführung der Wehrpflicht 1935 und die Remilitarisierung des Rheinlandes im Jahr 1936 fielen in diese Zeit. Die symbolische Verbindung zwischen den alten und neuen Kriegern wurde in Bochum auch bei den Figuren am Eingangsportal zur Großen Trauerhalle auf dem Hauptfriedhof Bochum aufgegriffen.
Zu den weiteren Inschriften auf den Steintafeln zählt „Trotz Not und Tod vorwärts u[nd] aufwärts“. Die genannten Orte beziehen sich auf den Einsatz des Regiments an der Westfront: Fillières, Dannevoux, Argonnen, Verdun, Deuxnouds, Vauquois, Brimont, Flandern, Thiaucourt, Cambrai, Crozat-Kanal, Beauregard.

## Denkmalsturz
Fast vier Jahrzehnte nach Ende des Zweiten Weltkrieges drückten sie noch den nationalen Geist des Dritten Reichs aus. Am 2. Februar 1983 sägten Unbekannte die Soldaten oberhalb der Marschstiefel ab. Die Soldaten stürzten vorn über. Weiterhin wurde auf die Mauer „50 Jahre sind genug“ gemalt.
Der Bochumer Stadtrat beschloss nach kontroversen Diskussionen die Soldaten nicht wieder aufzustellen, sondern in das Stadtarchiv der Stadt Bochum, damals an der Kronenstraße zu bringen.
An der Mauer des Kriegerdenkmals wurde am 22. Juni 1984 eine weitere Gedenktafel angebracht:
„Von 1935 bis 1983 stand hier ein Kriegerdenkmal, geplant zum Gedenken an die Gefallenen des ehemaligen 4. Magdeburgischen Infanterie-Regiments Nr. 67, errichtet und eingeweiht im Ungeist des Nationalsozialismus. Im Februar 1983 stürzten Unbekannte das Denkmal. Auf Beschluß des Rates der Stadt Bochum wurde es hier nicht wieder errichtet. NIE WIEDER KRIEG UND FASCHISMUS Stadt Bochum 1984“

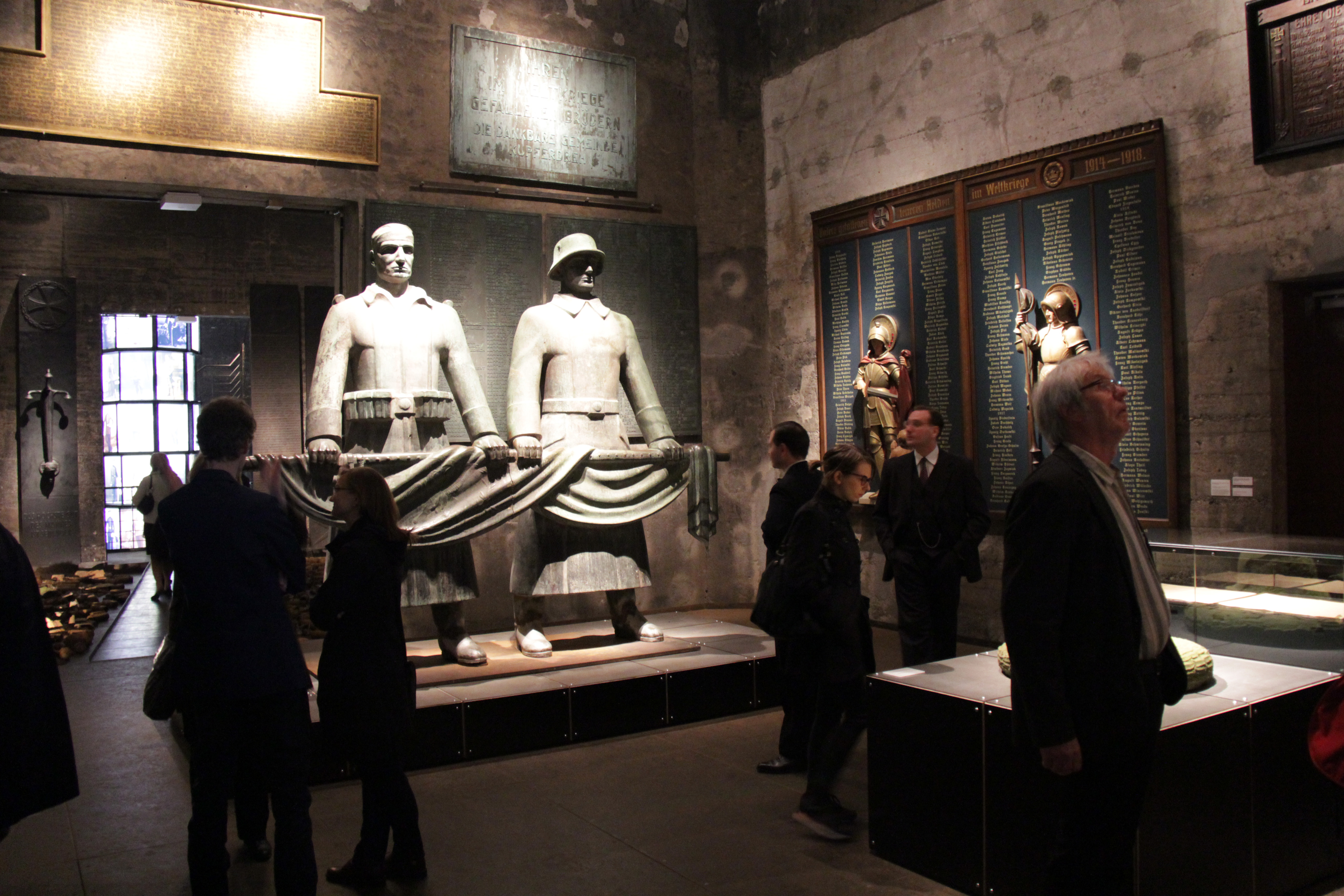
Die Soldaten auf Zeche Zollverein, 2014

Zu der großen Ausstellung „1914 – Mitten in Europa. Die Rhein-Ruhr-Region und der Erste Weltkrieg“ in der Mischanlage der Kokerei Zollverein (29. April bis 26. Oktober 2014), wurden die Soldaten für einige Zeit ausgeliehen.
Im heutigen Stadtarchiv an der Wittener Straße befinden sich die Statue im Eingangsbereich, zusammen mit der Statue der Viktoria aus Langendreer aus der Zeit des Kaiserreiches, sowie dokumentierenden Texten zur militaristischen Ideologie des Kaiserreiches und des NS-Staates.